# Rıdvan Koçak
Rıdvan Koçak (* 29. November 1988 in Ordu) ist ein türkischer Fußballspieler in Diensten von Kahramanmaraşspor.

## Karriere

### Verein
Koçak begann mit dem Vereinsfußball in der Jugend von Ordu Esnafspor und spielte anschließend für die Jugend von Altaş Soya Spor. Im Sommer 2008 ging er als Profifußballer zum Zweitligisten Orduspor. Hier erkämpfte er sich sofort einen Stammplatz und absolvierte in seiner ersten Spielzeit 23 Ligabegegnungen. In seiner zweiten Spielzeit verlor er den Stammplatz wieder und kam in der Hinrunde auf lediglich fünf Einsätze. Die Rückrunde wurde er an Körfezspor ausgeliehen und die nachfolgende Spielzeit an İskenderun Demir Çelikspor.
Nachdem sein Vertrag mit Orduspor zum Sommer 2011 ausgelaufen war, wechselte er zum Drittligisten Ünyespor. Von diesem Verein trennte er sich bereits zur Winterpause und heuerte beim Drittligisten Adana Demirspor an. Mit dieser Mannschaft erreichte er zum Saisonende die Meisterschaft der TFF 2. Lig und damit den direkten Aufstieg in die TFF 1. Lig.
Im Frühjahr 2015 wechselte er zum Drittligisten Kahramanmaraşspor.

## Erfolg
Mit Adana Demirspor
- Meister der TFF 2. Lig und Aufstieg in die TFF 1. Lig: 2011/12